# 李景夏
李 景夏（り けいか、イ・ギョンハ、1811年（純祖11） - 1891年（高宗28））は、李氏朝鮮（1392年 - 1910年）の武臣。
本貫は全州。字は汝会。李寅達の子。神貞王后趙氏の姻戚。諡号は襄粛。
1863年、李氏朝鮮第26代高宗（在位1863年-1907年）が即位すると、その父親で摂政の大院君による政権が始まった。この政権下で武衛大将、訓錬大将兼左捕盗大将、禁衛大将、畿輔沿海巡撫使（丙寅洋擾のとき）、営建都監提調（景福宮重建のとき）、刑曹判書などを勤めた人物。壬午事変の責任を負って辞職したが、すぐに復職。
1866年の丙寅教獄（天主教（キリスト教）大弾圧）の際の手法が恐れられ、「駱洞閻魔」と呼ばれた。